# Acfer 073
Acfer 073 — метеорит-хондрит масою 2010 грам.